# Али Шийди
Али Шийди (на английски: Alexandra Elizabeth Sheedy) е американска актриса, член на известните през 80-те години Брат Пак. След няколкото успешни филма в началото и средата на 80-те, втората половина на 80-те и 90-те години носят за Али разочарования на професионалния и личния фронт. Престават да ѝ предлагат роли, защото не я считат за достатъчно сексапилна и комерсиална. По това време тя заболява от болимия и започва да прекалява с приспивателни. Започва да се снима отново в края на 90-те и един от успешните ѝ филми е „Високо изкуство“ (High Art), който се посреща добре от критиците.

## Филмография
- Законът е за силните - 2000
- Изпепеляващо зло - 1998
- Амнезия – 1997
- Големият купон - 1997